# Житловий будинок на вулиці Паньківська 8
Житловий будинок на вулиці Паньківська 8 — історичний будинок у центрі Києва.

## Опис
Збудований на замовлення лікаря Юркевича архітектором Шехоніним на схилі гори на ділянці, що витягнута вглиб кварталу. Будинок вважають першою київською роботою Шехоніна.
Має полісадник перед фасадом, відділений металевими гратами.
П'ятиповерховий, цегляний з П-подібним планом, що утворює внутрішнє подвір'я.
Далі є ще один сад, де раніше був фонтан.
Містив 10 п'яти та семикімнатних квартир.
Оздоблений у стилі модерн з еоементами української архітектури.
Має ризаліт з еркером та характерий дах з заломом і трикутним шпилем, які були втрачені під час реконструкції 1974 року.
Вікна мають трапецеподібну форму, що характерна для українського модерну.
Будинок тинькований різними кольорами та має глазуровані кахлі.
Металеві грати мають модерністичні рослинні орнаменти.
У парадному під'їзді збереглися мармурові сходи і металеве огородження з первісним рисунком.
З 1909 по 1910 в будинку проживав власник Юркевич Йосип, лікар і громадський діяч. Після його смерті будинок перейшов у власність сину Льву Юркевичу, письменнику та громадсько-політичному діячу.
В приміщенні містилася редакція журналів "Світло" і "Сяйво".

## Галерея

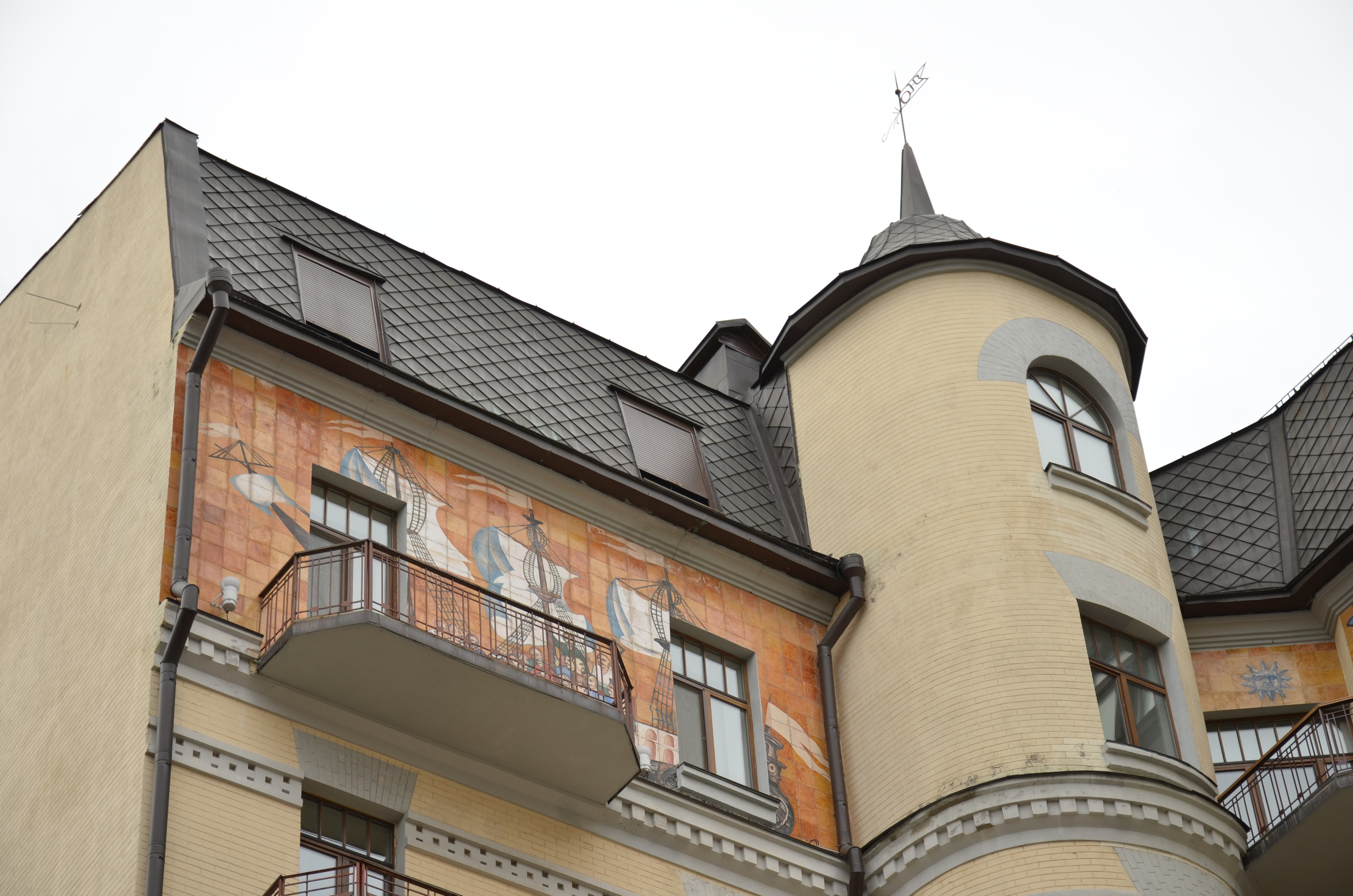
Вигляд із двору
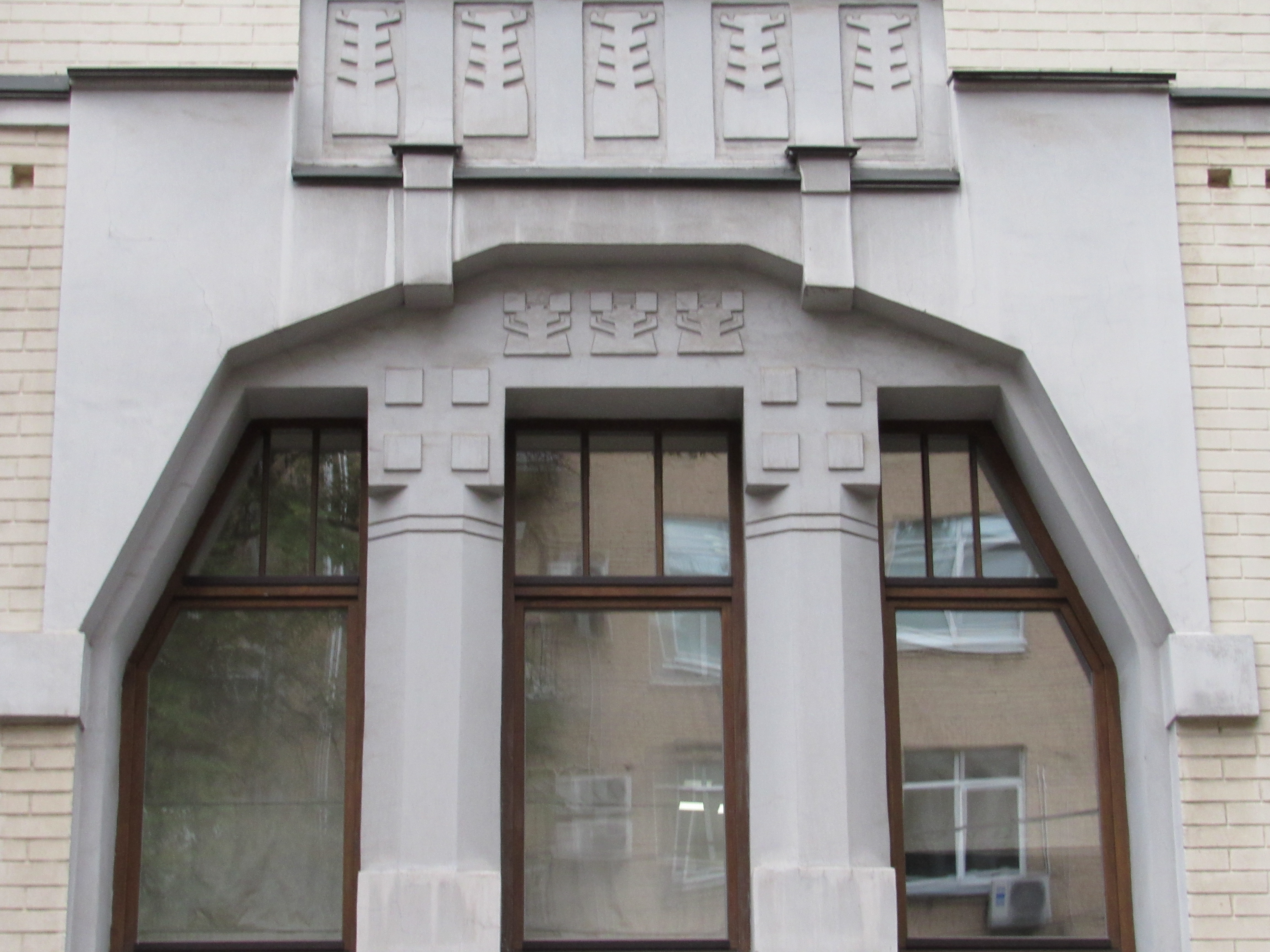
Вікно